# Hymn Katalonii
Hymn Katalonii – hymnem wspólnoty autonomicznej Katalonii w Hiszpanii jest pieśń Els Segadors (Żeńcy).

## Historia
Pieśń Els Segadors powstała najprawdopodobniej w XVII wieku jako reakcja na tzw. powstanie żeńców w 1640 r. Pod względem muzycznym jest ona pieśnią pracy.
Dawny tekst skodyfikował w 1882 r. Manuel Milà i Fontanals na podstawie różnych wersji obecnych w tradycji ustnej. Współczesne słowa (drastycznie skrócone względem wersji oryginalnej) napisał Emili Guanyavents w 1899 r. Muzykę uwspółcześnił Francesc Alió w 1892 r.
Rząd Katalonii proklamował Els Segadors hymnem narodowym w 1993 r. W 2006 r. został on wpisany do statutu autonomicznego Katalonii. Wykonuje się zarówno wersję krótką, jak i tradycyjną.

## Współczesne słowa
| Catalunya, triomfant, tornarà a ser rica i plena! Endarrera aquesta gent tan ufana i tan superba!          | Katalonia sławny kraj, pola żyzne, łany hojne, król jegomość — wielki pan wypowiedział nam dziś wojnę!       |
| Refren Bon cop de falç! Bon cop de falç, defensors de la terra! Bon cop de falç!                           | Hej, sierpem raz, hej, sierpem raz, obrońcy naszej ziemi, hej, sierpem raz!                                  |
| Ara és hora, segadors! Ara és hora d’estar alerta! Per quan vingui un altre juny esmolem ben bé les eines! | Znów nadchodzi wielki czas — katalońska bij godzino! Nowy czerwiec wita nas! Wyostrzyjmy klingę siną!        |
| Refren Bon cop de falç! Bon cop de falç, defensors de la terra! Bon cop de falç!                           | Hej, sierpem raz, hej, sierpem raz, obrońcy naszej ziemi, hej, sierpem raz!                                  |
| Que tremoli l’enemic en veient la nostra ensenya: com fem caure espigues d’or, quan convé seguem cadenes!  | Katalonia będzie żyć — ziemia hojna, ziemia żyzna, złamie pychę wrogów złych, stanie w chwale swej Ojczyzna! |
| Refren Bon cop de falç! Bon cop de falç, defensors de la terra! Bon cop de falç!                           | Hej, sierpem raz, hej, sierpem raz, obrońcy naszej ziemi, hej, sierpem raz!                                  |

## Wersja oryginalna (dłuższa)
Catalunya, comtat gran,

qui t'ha vist tan rica i plena!

Ara el rei Nostre Senyor

declarada ens te la guerra.
Segueu arran!

Segueu arran,

que la palla va cara!

Segueu arran!
Lo gran comte d'Olivars

sempre li burxa l'orella:

-Ara es hora, nostre rei,

ara es hora que fem guerra.-
Contra tots els catalans,

ja veieu quina n'han feta:

seguiren viles i llocs

fins al lloc de Riu d'Arenes;
n'han cremat un sagrat lloc,

que Santa Coloma es deia;

cremen albes i casulles,

i caporals i patenes,

i el Santíssim Sagrament,

alabat sia per sempre.
Mataren un sacerdot,

mentre que la missa deia;

mataren un cavaller,

a la porta de l'església,

en Lluís de Furrià,

i els àngels li fan gran festa.

Lo pa que no era blanc

deien que era massa negre:

el donaven als cavalls

sols per assolar la terra.
Del vi que no era bo,

n'engegaven les aixetes,

el tiraven pels carrers

sols per regar la terra.
A presencia dels parents

deshonraven les donzelles.

Ne donen part al Virrei,

del mal que aquells soldats feien:

-Llicència els he donat jo,

molta més se'n poden prendre.-

Sentint resposta semblant,

enarboren la bandera;

a la plaça de Sant Jaume,

n´hi foren les dependències.
A vista de tot això

s'és avalotat la terra:

comencen de llevar gent

i enarborar les banderes.
Entraren a Barcelona

mil persones forasteres;

entren com a segadors,

com érem en temps de sega.

De tres guàrdies que n'hi ha,

ja n'han morta la primera;

ne mataren al Virrei,

a l'entrant de la galera;

mataren els diputats

i els jutges de l'Audiència.
Aneu alerta, catalans;

catalans, aneu alerta:

mireu que aixís ho faran,

quan seran en vostres terres.
Anaren a la presó:

donen llibertat als presos.

El bisbe els va beneir

Amb la ma dreta i l'esquerra:
-On es vostre capità?

On és vostre bandera?-

Varen treure el bon Jesús

Tot cobert amb un vel negre:
-Aquí és nostre capità,

aquesta es nostre bandera.-

A les armes catalans,

Que ens ha declarat la guerra!
Segueu arran!

Segueu arran,

que la palla va cara!

Segueu arran!